# عبد الناصر النجار
عبد الناصر محمود مصطفى النجار (أبو جمال؛ وُلد في 10 فبراير 1960 في مخيم الفوار – تُوفي في 23 يونيو 2021 في رام الله) صحفي ومؤلف وأستاذ جامعي فلسطيني، كان نقيبًا للصحفيين الفلسطينيين حتى استقالته عام 2016.

## حياته
وُلد عبد الناصر محمود مصطفى قاسم نجار في مخيم الفوار شمال مدينة الخليل في 10 فبراير 1960 لعائلة فلسطينية لجئت من قرية الفالوجة في قضاء غزة بعدما دمرتها العصابات الصهيونية خلال أحداث حرب النكبة عام 1948. تلقى تعليمه المدرسي في مدارس الخليل، وحصل على درجة البكالوريوس في التجارة من جامعة بيرزيت، ولاحقًا حصل منها على درجة الماجستير في العلاقات الدولية. كما حصل على درجة الدكتوراة في الإعلام عام 2009.
شغل عبد الناصر منصب مدير تحرير صحيفة الشعب في القدس، وكان نائب رئيس تحرير صحيفة الأيام منذ عام 1995، كما كان مدرسًا في جامعتي بيرزيت والقدس. انتخب في أبريل (نيسان) 2012 نقيبًا للصحفيين الفلسطينيين واستمر في منصبه حتى استقالته في يناير (كانون الثاني) 2016. أيضًا كان عضوًا في اتحاد الصحفيين العرب والاتحاد الدولي للصحفيين، وكان اتحاد الصحفيين العرب قد منحه «درع الاتحاد للصحافة العربية» في 29 يونيو (حزيران) 2013. كما كان عضوًا في اللجنة التنفيذية للاتحاد الدولي للصحفيين، والأمين العام المساعد لاتحاد الصحفيين العرب.
كان قد نشر أيضًا كتابًا بعنوان «الكتابة الإبداعية للصحافة»، والذي صدر عام 2009 عن مركز تطوير الإعلام في جامعة بيرزيت.

## وفاته
تُوفي النجار في مستشفى الاستشاري العربي بضاحية الريحان بمدينة رام الله مساء يوم 23 يونيو (حزيران) 2021 ميلاديًا الموافق 13 ذو القعدة 1442 هجريًا، وجاءت وفاته بسبب مُضاعفات كوفيد-19 الذي كان قد أُصيب به قبل أربعة شهور. دُفن في 24 يونيو (حزيران) 2021 في مقبرة عائلته في منطقة الكرانتينا بمدينة الخليل.

## وصلات خارجية
- كتاب الكتابة الإبداعية للصحافة لعبد الناصر النجار على موقع أرشيف الإنترنت.